# حزب الراية
حزب الراية هو حزب سياسي سلفي مصري أنشأه حازم صلاح أبو إسماعيل سنة 2013.